# Fran Allison
Pour les articles homonymes, voir Allison.
Fran Allison est une personnalité du petit écran américain (née le 20 novembre 1907 à La Porte City – décédée le 13 juin 1989) qui enchanta toute une génération de jeunes télé-spectateurs grâce son personnage tenu dans l’émission pour enfants, Kukla, Fran and Ollie (l’émission s’était tout d’abord appelé Junior Jamboree lorsqu’elle apparut pour la première fois sur les ondes à Chicago en 1947). L’émission racontait les aventures des Kuklapolitains, un groupe de marionnettes créées par Burr Tillstrom. Allison, qui était entourée de Kukla, une grosse bête bleue possédant une verrue sur le nez et de Ollie, un gentil dragon à une dent, faisait les dialogues et alimentaient les conversations entre ses deux personnages qui seront vite entourées de plusieurs autres. L’émission, extrêmement populaire – même auprès des adultes, demeurant en ondes jusqu’en 1957. Fran Allison, quant à elle, avait commencé sa carrière comme chanteuse en 1937 et fut notamment la tante Fannie dans l’émission radiophonique The Breakfast Club. Au cours des années 60, elle anima une émission jeunesse qui présentait des films consacrés aux enfants avant de s’installer à Los Angeles où elle anima pendant un certain temps une émission pour les personnes du troisième âge, Prime Time.